# Maomé Alifrani
Maomé Alifrani, também grafado Maomé Açaguir Alifrini (em árabe: محمد الصغير الإفراني; romaniz.: Mohammed as-Sagir al-Afrini ou Muhammad as-Sagir al-Ifrani), Uafrani (Wafrani), Alufrani (el Oufrani) ou Elufrani (Marraquexe, 1669/1670 — 1743~1747) foi um erudito e historiador marroquino, conhecido sobretudo por ter escrito o Safwat man intashar, uma compilação de biografias de santos marroquinos do século XVII e Nozhet-el hadi bi akhbar moulouk el-Karn el-Hadi, a história do Sultanato Saadiano. Outras obras suas são, por exemplo, a história de várias dinastias africanas, nomeadamente a dos impérios Songai e do Gana e a biografia de ibne Sal de Sevilha, um dos maiores poetas do Alandalus, que viveu no século XIII.
Pouco se sabe da sua vida. Membro da tribo ifrânidas, nasceu em Marraquexe e estudou em Fez. É provável que tenha tido um cargo na corte do sultão alauita Mulei Ismail. Foi imã e khatib (aquele que faz o sermão (khutba) de sexta-feira (jumu'ah) da Madraça ibne Iúçufe. Algumas das suas não chegaram até aos nossos dias.